# Christiane Weber (Musikerin)
Christiane Weber (* 17. August 1975 in Essen; † 8. Juni 2012 ebenda) war eine deutsche Sängerin, Musikkabarettistin und Texterin.

## Leben
Weber schloss ein Magisterstudium der Theaterwissenschaften an der Ruhr-Universität Bochum ab. Schon während des Studiums trat sie im Duett mit Gitarrist Volker Niehuesmann auf. Neben der Arbeit im Musikkabarett/Chanson-Bereich verschiedenste Veröffentlichungen im Jazz-Bereich und Veröffentlichung einer Kinder-CD Krümelmucke.
Von 1997 bis 2009 bildete sie mit dem Pianisten Timm Beckmann das Duo Weber-Beckmann. Die beiden Musiker veröffentlichten mehrere Chansonprogramme sowie CDs und traten in Funk und Fernsehen auf.
Von Mai bis November 2010 stand sie, bis zu ihrer krankheitsbedingten Auftrittspause, mit dem Honolulu-Prinzip auf der Bühne und wurde hierbei von Burkhard Niggemeier am Piano begleitet.
Weiterhin arbeitete sie aber an dem Kinderprojekt Krümelmucke – Musik für die Kleinsten., dessen zweiten Teil sie trotz schwerer Krankheit noch fast vollständig fertigstellen konnte.
Am 8. Juni 2012 erlag Weber ihrem Krebsleiden.

## Programme
- 1998: Himmelhochjauchzend zu Tode verliebt
- 2000: Himmel ist oben
- 2002: Kurz vor unendlich
- 2004: Ausversehnsucht
- 2007: Du mich auch
- 2010: Das Honolulu-Prinzip

## Auszeichnungen
- 2001: Förderpreis des Bundeswettbewerbs Gesang Berlin
- 2002: Kleinkunstpreis der Stadt Schwerte
- 2002: Publikumspreis der Tuttlinger Krähe
- 2002: Westspitzen-Wettbewerb
- 2004: Nominierung für den Prix Pantheon
- 2005: Stuttgarter Besen, Goldener Besen und Publikumspreis
- 2005: Nachwuchspreis der Hanns-Seidel-Stiftung für junge Songpoeten
- 2006: Mindener Stichling
- 2007: Deutscher Kleinkunstpreis Sparte Chanson/Musik/Lied

## Diskographie
- Mit Volker Niehusmann (Gitarre):
  - Easy Street (Jazz ballads) 1995
  - Another Blue – Songs of Joni Mitchell 1997
- Mit den Bourbon Street Stompers (als Gast für 4 Songs):
  - Stompin? Milestones
- Mit Eddie Nünning als To Be Two:
  - Everything (Acoustic Music) 2000
  - The Edge of Season (Acoustic Music) 2002
- Mit Timm Beckmann:
  - Himmelhochjauchzend zu Tode verliebt 1999
  - Himmel ist oben 2001
  - Kurz vor unendlich 2003
  - Ausversehnsucht 2005
  - Du mich auch 2007
- Mit Timm Beckmann und Band als Weber Beckmann plus
  - Plattenvertrag 2008
- Mit Thomas Guthoff:
  - Honey Lemon Cheesecake 2003
- Mit Marcus Kötter:
  - Krümelmucke (Musik für die Kleinsten) 2009
- Mit Burkhard Niggemeier am Piano:
  - Honolulu-Prinzip 2010

posthum
- - Krümelmucke 2 (Musik für die Kleinsten) 2012

## Lexikalischer Eintrag
- Jürgen Wölfer: Jazz in Deutschland. Das Lexikon. Alle Musiker und Plattenfirmen von 1920 bis heute. Hannibal, Höfen 2008, ISBN 978-3-85445-274-4.